# Ben Enwonwu
Ben Enwonwu est un artiste peintre et sculpteur nigérian né en 1917 et mort en 1994. Influent à l'échelle nationale mais également internationale, il est souvent considéré comme le père du modernisme nigérian.

## Biographie

### Enfance et formation
Ben Enwonwu naît dans une famille igbo ; son père est sculpteur. Son nom de naissance complet est Odinigwe Benedict Chukwukadibia Enwonwu. Il mène des études approfondies, d'abord au Nigeria puis au Royaume-Uni (Londres et Oxford) dans le domaine des beaux-arts ; il complète cette formation avec un diplôme d'anthropologie obtenu en 1949.

### Carrière
En 1977, il expose à l'occasion du FESTAC 77, un festival des cultures et arts noirs et africains qui se tient à Lagos, au Nigeria, et réunit près de 60 pays.

## Style et influences
Politiquement proche du courant panafricaniste et anticolonialiste du XXe siècle, Enwonwu est souvent considéré comme le père du modernisme nigérian. Une grande exposition sur les modernistes se tient à Paris au musée d'art moderne en 1946, à laquelle il participe. En 1949, le magazine TIME le désigne comme l'artiste le plus important du continent africain. Il développe au cours des années 1970 des représentations artistiques du concept de négritude.

## Œuvre
Outre ses peintures et sculptures, Ben Enwonwu se fait aussi connaître pour ses écrits et sa critique d'art.
Il est notamment connu pour sa création, en 1974, du portrait d’une princesse yoruba. Ce portrait dont le titre est Tutu est l’une des œuvres d'art les plus importantes et les plus connues du Nigeria. Ce tableau, retrouvé à Londres en 2018 après avoir disparu pendant près de 40 ans, est vendu aux enchères pour plus d'1,2 million de livres. Un autre portrait de femme, Christine, est vendu 1,1 million de livres en 2019.

### Tableaux
- Christine, 1971[6]
- Tutu, 1974[4]
- Negritude on Red[4]

### Sculptures
- Statue de la reine Élisabeth II, 1956[5]

## Hommages et décorations
Ben Enwonwu est décoré dans l'Ordre de l'Empire britannique (MBE) par la reine Élisabeth II en 1955. Il est fait officier de l'Ordre national de la République du Sénégal en 1971. Il est également décoré de l'Ordre national du mérite nigérian en 1980, pour sa contribution au domaine de l'art et de la culture.
L'un des « jeunes » cratères de la planète Mercure est nommé Enwonwu en son honneur.